# Белоконовка
Белоконовка (укр. Білоконівка, до 2016 г. — Калинино) — село, Чорбовский сельский совет, Кобелякский район, Полтавская область, Украина.
Код КОАТУУ — 5321887503. Население по переписи 2001 года составляло 103 человека.

## Географическое положение
Село Белоконовка находится на левом берегу реки Кустолово, выше по течению на расстоянии в 0,5 км расположено село Червоные Квиты, ниже по течению на расстоянии в 2 км расположено село Чорбовка.

## История
Есть на карте 1869 года как хутора Комаровские